# 第二次建寧戰鬥
建寧戰鬥發生於1931年5月30日，地點則是在中國閩西一帶。該戰鬥是第一次国共内战主要戰鬥之一，交戰一方為中華民國國民革命軍，另一方則為中國共產黨所領導之中國工農紅軍。